# Kabaczek

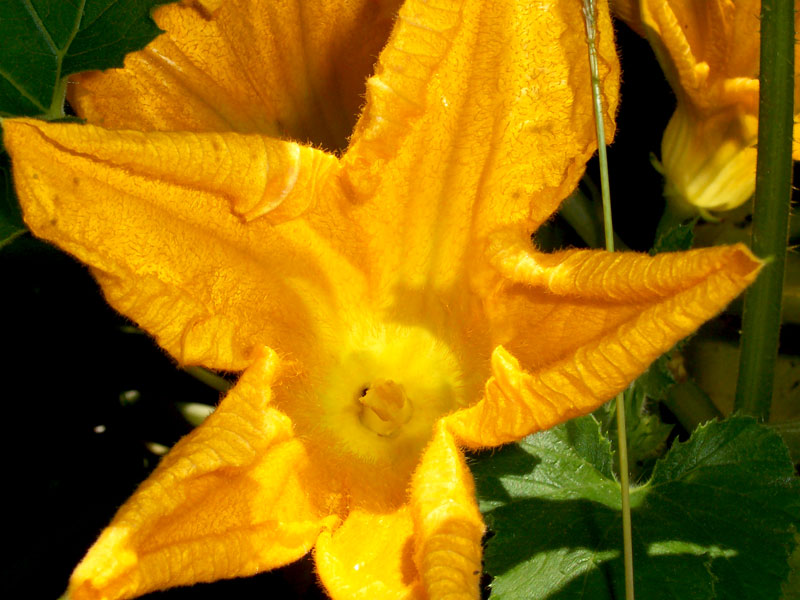
Kwiat

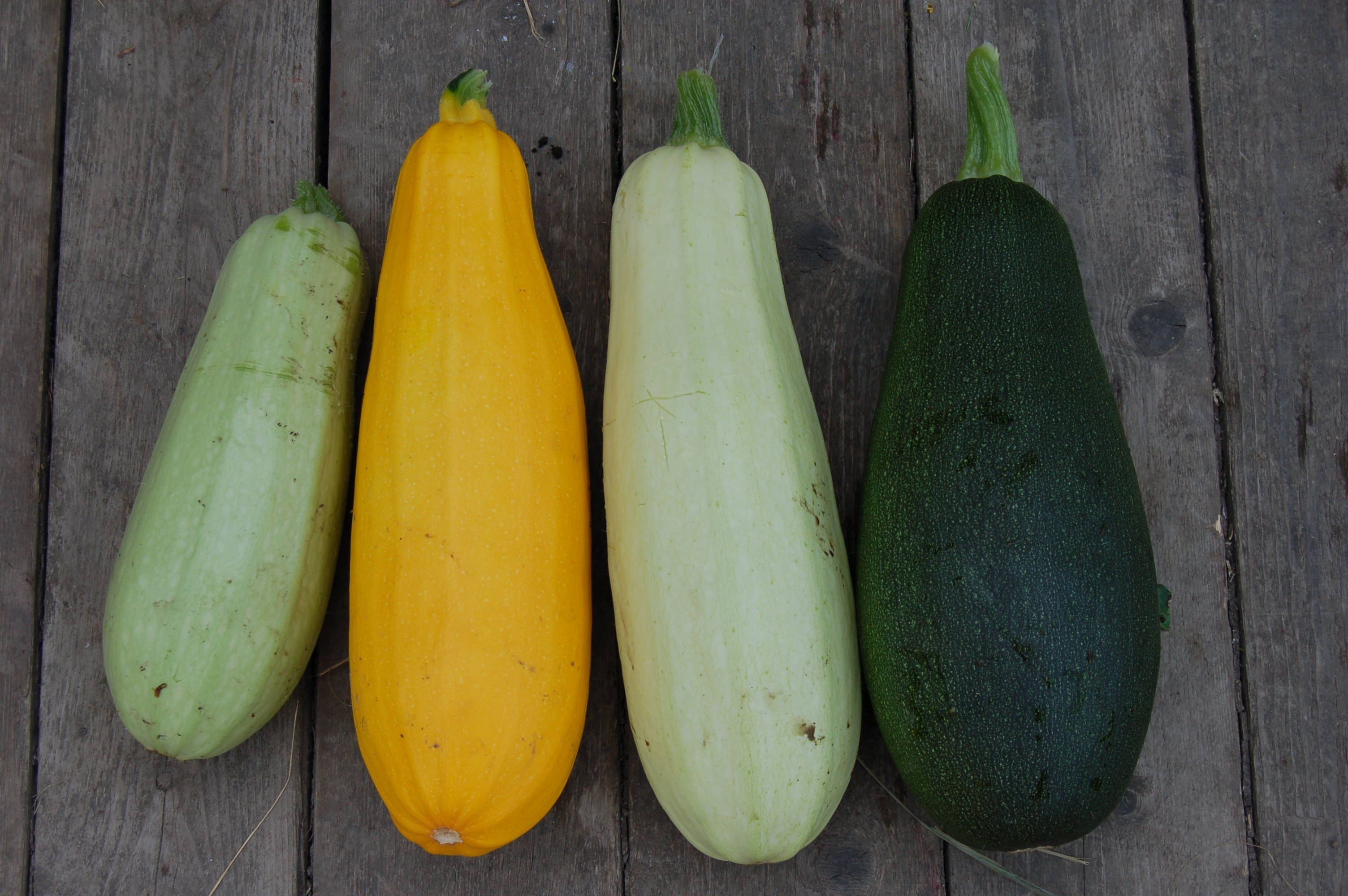
Owoce różnych odmian

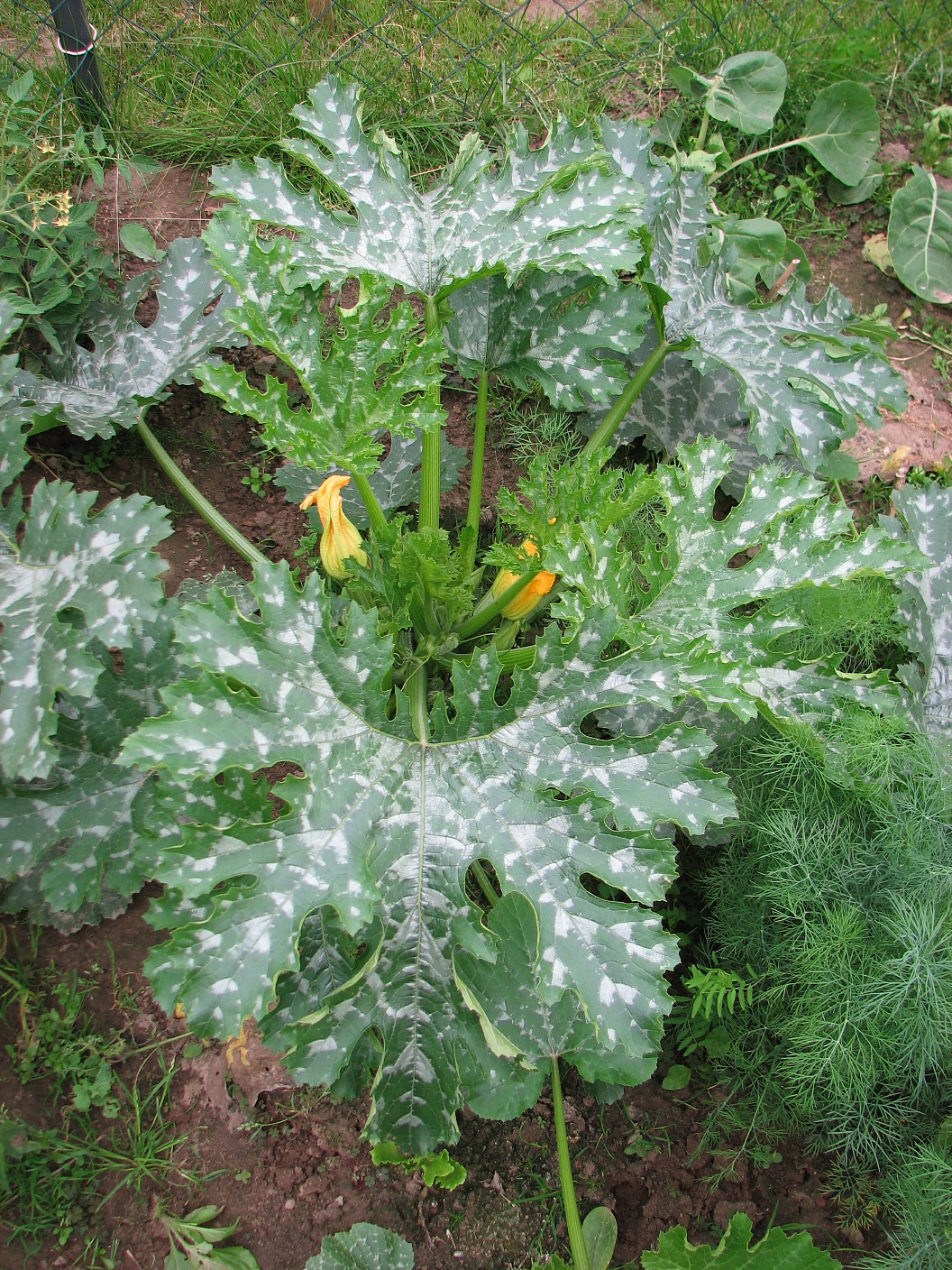
Liście

Kabaczek, cukinia (Cucurbita pepo convar. giromontiina Greb.) – odmiana dyni zwyczajnej.
Odmianę wyselekcjonowano we Włoszech i stąd pierwotna nazwa „cukinia” od włoskiego zucchina [dzukˈkiːna] (tj. mała dynia). Na południowym wschodzie Polski popularność zdobyła nazwa kabaczek. W Polsce roślina jest uprawiana i znana pod obiema nazwami. Ponieważ uprawiane formy mogą różnić się znacznie, więc zależnie od nazwy pod jaką je otrzymano do uprawy, traktowane są nawet jako odrębne gatunki.

## Morfologia
PokrójŁodygi wzniesione lub płożące.
ŁodygaOd pędu głównego odrastają krótkie pędy 5–10 cm długości.
LiścieOsadzone na długich ogonkach, sercowate lub okrągłe, głęboko wcinane, niekiedy ze srebrnymi plamkami. Duże, z kątów liści wyrastają wąsy czepne, jeśli pokrój jest krzaczasty to roślina nie wytwarza wąsów czepnych.
KwiatyŻółte, rozdzielnopłciowe, owadopylne, pojedyncze, bardzo duże o 5 płatkach i 3 lub 5 komorowej zalążni. Na tej samej roślinie najpierw wyrastają kwiaty męskie, później żeńskie.
OwoceJagody, silnie wydłużone (10–40 cm), maczugowate, lekko żeberkowate koloru ciemnozielonego, rzadziej żółtego i pomarańczowego z jaśniejszymi plamkami. Na przekroju mają wygląd podobny do ogórków, z tym, że miąższ ich jest zielonkawy. Masa owocu może się wahać od 0,15 do 3 kg.
KorzeńPalowy do 2 m długości.

## Uprawa
Odmiany uprawne
Istnieje wiele odmian kabaczków różniących się dość znacznie między sobą zarówno kształtem, jak wyglądem i smakiem, m.in.: ‘Acceste’, ‘Ambasador’, ‘Astra’, ‘Atena’, ‘Black Forest’ (odmiana jadalna i ozdobna), ‘Greta’, ‘Nimba’, ‘Soraya’, ‘Storr’s Green’, ‘Cocozelle von Tripolis’, ‘Krzaczasty Bezrozłogowy’, ‘Courges’ i ‘Zuchino’.
Choroby
- wirusowe: mozaika arbuza, mozaika ogórka, żółta mozaika cukinii[4].
- wywołane przez lęgniowce i grzyby: alternarioza dyniowatych, antraknoza dyniowatych, czarna zgnilizna zawiązków i pędów roślin dyniowatych, czarna zgnilizna korzeni dyniowatych, fuzaryjna zgorzel dyniowatych, fuzaryjne więdnięcie melona, korynesporoza dyniowatych, mączniak prawdziwy dyniowatych, mączniak rzekomy dyniowatych, parch dyniowatych, septorioza dyniowatych, zgnilizna twardzikowa, zgorzel siewek[5].

## Zastosowanie
Szczególną popularnością jarzyna cieszy się w Europie oraz południowej części Rosji. Kabaczki należą do warzyw niskokalorycznych, o niezbyt dużej wartości odżywczej. Główną ich zaletą jest smak. Ponadto sprzyjają przemianie materii.
Zastosowanie kabaczków w kuchni jest szerokie, podaje się je na surowo, smażone, pieczone, duszone, gotowane. Przyrządza się z nich zupy, drugie dania, sałatki, surówki, napoje, desery, a także marynaty i sosy.
Wartość odżywcza owocu: Ma wysoką wartość dietetyczną: zawiera duże ilości cukrów, witaminy C, PP, B1, karotenu, ponadto owoce nie kumulują metali ciężkich. Wartość energetyczna 100 g cukinii wynosi ok. 15 kcal.
| Ilość aminokwasów w 100 g | Ilość aminokwasów w 100 g |
| Nazwa                     | Ilość w mg                |
| ------------------------- | ------------------------- |
| Izoleucyna                | 57                        |
| Leucyna                   | 91                        |
| Lizyna                    | 86                        |
| Metionina                 | 23                        |
| Cystyna                   | 15                        |
| Fenyloalanina             | 55                        |
| Tyrozyna                  | 42                        |
| Treonina                  | 38                        |
| Tryptofan                 | 13                        |
| Walina                    | 70                        |
| Arginina                  | 66                        |
| Histydyna                 | 34                        |
| Alanina                   | 82                        |
| Kwas asparaginowy         | 188                       |
| Kwas glutaminowy          | 168                       |
| Glicyna                   | 59                        |
| Prolina                   | 48                        |
| Seryna                    | 63                        |